# Народна поліція

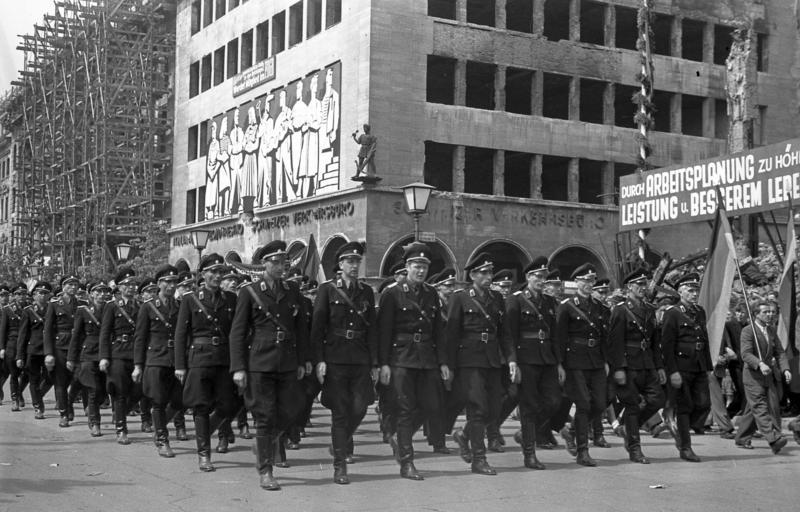
Марш Народної поліції на Унтер-ден-Ліндені у Берліні (1 травня 1949)

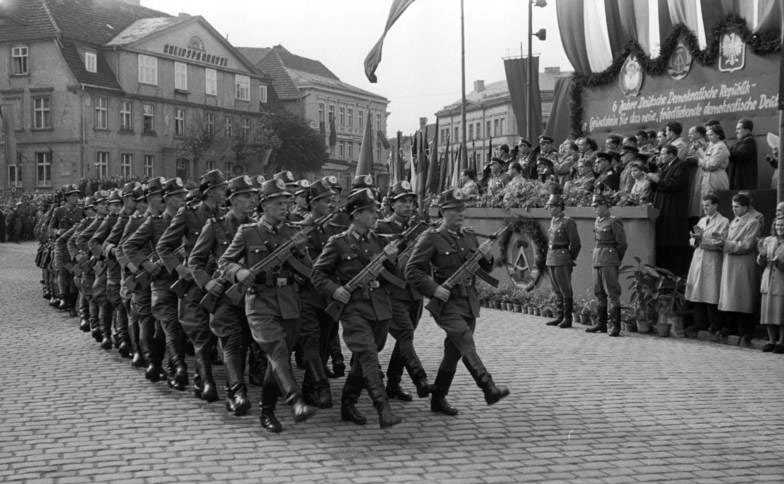
Марш Народної поліції на площі у Нойштреліці (7 жовтня 1955)

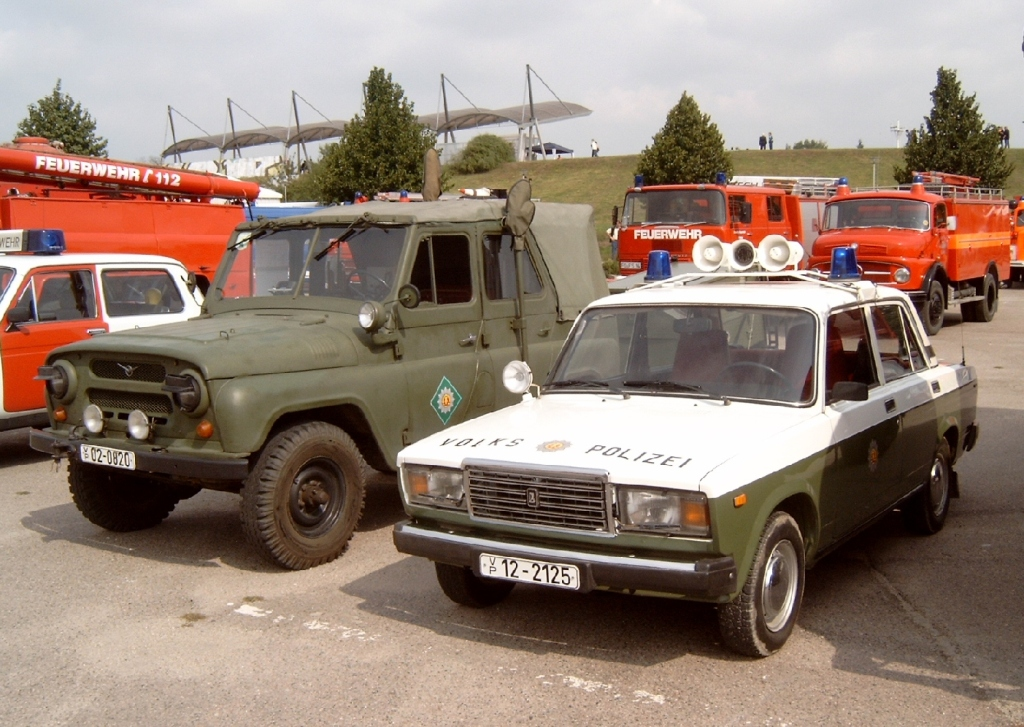
ВАЗ-2107 та УАЗ-469 на службі Народної поліції

Народна поліція (нім. Volkspolizei, VoPo, VP) — основна поліція Німецької Демократичної Республіки. Відповідала за більшість правоохоронних органів у Східній Німеччині, але її організація і структура була парамілітарною. На відміну від звичайної поліції в більшості інших країн, Народна поліція була оснащена бронетранспортерами і артилерією, тому підготовлювалася як військова частина.
У той час як унтер-офіцером міг стати будь-який громадянин НДР, всі члени офіцерського корпусу повинні були бути членами Соціалістичної єдиної партії Німеччини (СЄПН), а війська повинні були підтримувати інтереси партії і її режиму, а також громадського порядку. Поліція була заснована після Другої світової війни, з залишків нацистської Поліції порядку (Ordnungspolizei) і Кримінальної поліції (Kriminalpolizei). Була розформована після возз'єднання у 1990 році.

## Структура
Народна поліція виконувала традиційні обов'язки поліції, такі як розслідування і керування дорожнім рухом. Але поліції треба було робити багато доповідей у Міністерство державної безпеки, що означало, що усі дії поліції і розслідування можна було спостерігати з міністерства. Також у поліції окрім офіційного офіцеру зв'язку (Verbindungsoffizier), було багато агентів під прикриттям.
Народна поліція була поліцією національною, тому безпосередньо управлялася і підпорядковувалася тільки Міністерству внутрішніх справ.
На відміну від Західної Німеччини, де поліція несла державну службу, службовці Народної поліції повинні були приймати спеціальний контракт з урядом. Заробітна плата була вище середнього доходу.

### Основна структура Народної поліції
Народна поліція знаходилась у розпорядженні Міністерства внутрішніх справ. Головнокомандувач був першим заступником міністра внутрішніх справ і начальником поліції (Erster Stellvertreter des Ministers und Chef der Deutschen Volkspolizei). Його відділення було розділено на п'ять департаментів:
- Департамент Кримінальної поліції (Hauptabteilung Kriminalpolizei).
- Департамент Військової поліції (Hauptabteilung Schutzpolizei).
- Департамент Залізничної поліції (Hauptabteilung Transportpolizei).
- Департамент Дорожньої поліції (Hauptabteilung Verkehrspolizei).
- Реєстраційна поліція (Hauptabteilung Pass- und Meldewesen).

Також існувала Казармова Народна поліція, яка управлялася заступником міністра внутрішніх справ і начальником адміністративного центру (Stellvertreter des Minister und Chef der Hauptinspektion).

### Регіональні командування
- Берлінська президія Народної поліції (Präsidium der Volkspolizei).
  - Вісім поліцейських інспекторатів (Volkspolizei-Inspektionen).
  - Інспекторат водної поліції (Wasserschutzpolizei-Inspektion).
- Чотирнадцять окружних командувань, по одному на кожен округ НДР окрім Карл-Маркс-Штадту.
- Базове командування Народної поліції Вісмут–Карл-Маркс-Штадт у Зігмар-Шьонау.

## Лідери
Міністр внутрішніх справ (Minister des Innern)
- Карл Штайнгофф (1949-1952)
- Віллі Штоф (1952-1955)

Начальник німецької Народної поліції (Chef der deutschen Volkspolizei)
- Курт Фішер (1949–1950)
- Карл Марон (1950-1955)

Міністр внутрішніх справ і Начальник німецької Народної поліції (Minister des Innern und Chef der deutschen Volkspolizei)
- Карл Марон (1955-1963)
- Фрідріх Дікель (1963-1989)
- Лотар Арендт (1989)

## Набір
Для прийому у Народну поліцію потрібно було мати не менше десяти років освіти, професійної підготовки, пройденої військової служби та хоч якоїсь політичної активності. 
Після приєднання, призовник мав пройти п'ятимісячний курс навчання в поліцейській академії (VP-Schule), де він проходив політику, поліцейське та кримінальне право, та військово-фізичні тренування. Після навчання призовник ще мав пройти 6-місячну практику.

## Присяга
Офіційний текст військової офіцерської присяги:
| Німецькою Ich schwöre meinem sozialistischen Vaterland, der Deutschen Demokratischen Republik und ihrer Regierung allzeit treu ergeben zu sein, Dienst- und Staatsgeheimnisse zu wahren und die Gesetze und Weisungen genau einzuhalten. Ich werde unentwegt danach streben, gewissenhaft, ehrlich, mutig, diszipliniert und wachsam meine Dienstpflichten zu erfüllen. Ich schwöre, daß ich, ohne meine Kräfte zu schonen, auch unter Einsatz meines Lebens, die sozialistische Gesellschafts-, Staats- und Rechtsordnung, das sozialistische Eigentum, die Persönlichkeit, die Rechte und das persönliche Eigentum der Bürger vor verbrecherischen Anschlägen schützen werde. Sollte ich dennoch diesen meinen feierlichen Eid brechen, so möge mich die Strafe der Gesetze unserer Republik treffen. | Українською Я присягаюся бути вірним моїй соціалістичній вітчизні, Німецькій Демократичній Республіці та її уряду у всі часи, зберігати офіційні та державні таємниці, і суворо дотримуватися законів та наказів. Я буду неухильно прагнути виконати свої службові обов'язки сумлінно, чесно, мужньо, пильно і дисципліновано. Я присягаюся, що буду, без застережень, ризикуючи своїм життям захищати соціалістичний суспільний, державний і правовий порядок, соціалістичну власність, людей, права і особисте майно громадян від злочинних нападів. Якщо я порушу цю урочисту клятву, нехай мене покарають за законами нашої держави. |